# Šmalčja vas
Šmalčja vas – wieś w Słowenii, w gminie Šentjernej. W 2018 roku liczyła 149 mieszkańców.